# Успенский сельсовет (Касторенский район)
Успе́нский сельсовет — муниципальное образование со статусом сельского поселения в Касторенском районе Курской области Российской Федерации.
Административный центр — село Успенка.

## История

### Первое упоминание
Село Успенка (Успенское) заселено во второй половине XVIII века выходцами из села Горяиново, упоминаемого ещё в документах XIII века когда враждовали Владимирский и Рязанский князья. Со временем, западнее Горяиново поставили свои дворы свободные крестьяне, которые были горяиновцы, позже подселились из Орехово и Грайворонки, из-под Задонска. Хутор, затем деревенька переросла в село. На возвышенном месте, в 1796 году была построена деревянная церковь в честь святого Димитрия Солунского. По распространённой практике село должно быть названо Дмитриевкой по названию церкви. Так как деревенька относилась к Успенскому храму с.Касторное, то и получила название Успенское.Крестьяне с. Успенское, как и Горяиново, не были крепостными. Жили общиной, которая платила государству налог.

### Настоящее время
Статус и границы сельсовета установлены Законом Курской области от 21 октября 2004 года № 48-ЗКО «О муниципальных образованиях Курской области».

## Население
| 2002 | 2010 | 2012 | 2013 | 2014 | 2015 | 2016 |
| ---- | ---- | ---- | ---- | ---- | ---- | ---- |
| 769  | ↘509 | ↘489 | ↘469 | ↘452 | ↘421 | ↗423 |
| 2017 | 2018 | 2019 | 2020 | 2021 |      |      |
| ↘417 | ↘405 | ↘390 | ↘378 | ↗389 |      |      |

## Состав сельского поселения
| № | Населённый пункт | Тип населённого пункта       | Население |
| - | ---------------- | ---------------------------- | --------- |
| 1 | 1-я Вишняковка   | деревня                      | ↘20       |
| 2 | 2-я Вишняковка   | деревня                      | ↘14       |
| 3 | 2-я Успенка      | село                         | ↘20       |
| 4 | Бунино           | деревня                      | ↘61       |
| 5 | Обуховка         | деревня                      | ↘61       |
| 6 | Октябрь          | посёлок                      | ↘9        |
| 7 | Петровка         | деревня                      | ↘2        |
| 8 | Сукмановка       | деревня                      | ↘62       |
| 9 | Успенка          | село, административный центр | ↘260      |

## Достопримечательности
В 1830 году в селе Успенском была построена вместо деревянной каменная церковь, с колокольнею, ограждена деревянным палисадом. Имела 33 десятины пахотной земли.